# Mobben
Mobben var ett rockband inom proggrörelsen som var verksamt i Gävle och senare Uppsala.
I centrum stod sångaren och gitarristen Peter R. Ericson som vid tidpunkten inte lagt till ett R. i namnet. Mobben gav ut sitt första album 1974 på skivbolaget MNW. Senare utkom ett livealbum inspelat på Musikforum i Uppsala som släpptes på skivbolaget SUB och ytterligare ett studioalbum på MNW. På deras sista album medverkade även bland andra Lars Hollmer från Samla Mammas Manna och Ecke Forsberg och Gunnar Staland från Störningen. Trots albumen på MNW förblev bandet tämligen okänt utanför Uppsala.Delar av gruppen medverkade även på SUB-gruppens album När dom talar om fred tillsammans med medlemmar ur Störningen och andra musiker ur SUB-kollektivet.

## Medlemmar
- Peter Ericsson – sång, gitarr, keyboard
- Mats Brandemark – sång, gitarr, keyboard, basgitarr
- Sture Ekendahl – basgitarr, gitarr
- Olof Pettersson – trummor
- Gunnar Hovferberg – gitarr, basgitarr
- Ecke Forsberg – basgitarr, keyboard
- Gunnar Staland – saxofon

## Diskografi
- 1974 – Och du frågar mig varför (MNW 42P)
- 1975 – Lever (SUBLP 0475)
- 1976 – Elektrisk natt (MNW 73P)